# 1966年10月29日月食
1966年10月29日月食为一次在协调世界时1966年10月29日出現的半影月食。該次月食半影食分為0.978、全影食分為-0.120。

## 概述
這次月食的食分是2.24。

## 基本參數
- 類型：半影月食
- 食甚資料：
  - 日期：1966年10月29日
  - 時間：10:12
  - 月球位置：赤經2.24度、赤緯12.5度
  - 食分：半影食分：0.978、全影食分：-0.120

## 外部連結
- NASA月食專頁（页面存档备份，存于）（英文）